# DJ처리와 함께 아자아자
《DJ처리와 함께 아자아자》는 SBS러브FM에서 생방송 되고 있었던 라디오 프로그램이다. 신철(DJ처리)이 매주 토요일, 일요일 오후 6시 ~ 10시에 부조정실에서 직접 음향을 조절하며 가요, 팝, 트로트 등의 논스톱 리믹스를 방송하였다.
그러나 SBS의 2014년 가을 라디오 개편으로 인해 1시간 30분 단축 편성에 반발하며 2014년 9월 14일에 방송이 종료되었고, 그 해 11월 1일 경기방송 KFM에서《DJ처리와 함께 아자아자 시즌2》로 다시 부활하였다.
그러나, 약 3개월 만인 2015년 1월 31일에 경기방송 KFM의 개편으로 다시 종료되었다.
이후 SBS러브FM에서 2017년 7월 29일과 7월 30일 한시적으로 스페셜 방송으로 부활하여 《DJ처리, 휴가길을 부탁해》라는 이름으로 정오부터 오후 8시까지 방송하였다.
2017년 9월부터는 《DJ처리와 함께 아자아자 시즌3》라는 명칭으로 '운전자 전용 방송'을 표방하며 인터넷 방송 플랫폼인 KAKAOTV를 통해 매주 금,토,일 오후 4시부터 8시까지 신철의 자택에서 송출하고 있다.
2018년 6월 15일 방송분부터 비공개 유료방송으로 전환되었다.
한달에 최소 KAKAOTV 재화 쿠키500개(5만원상당)의
청취료(?)가 없으면 들을 수 없는
신개념 초특급 프리미엄 리믹스 음악방송이다.
2023년 4월부터 매주 금요일과 평일 중 불시에 유튜브 라이브 방송을 하고 있다.
불시에 하는 방송을 땡방(땡잡은 방송), 비땡방(비오는 날 땡잡은 방송)으로 부르고 있다.

## 코너(SBS 러브FM)
- (1,2부) 클럽음악, 최신가요 메들리
- (3,4부) 트로트 메들리
- (5부) 추억의 가요 메들리
- (6부) 팝송 메들리
- (7부) 부모님 전상서
- 사연과 신청곡
- 돌발 퀴즈

## 코너(경기방송)
- 짬뽕(노래 리믹스)
- 부모님 전상서
- 사연과 신청곡
- 돌발 퀴즈
- 게스트 초대
- 출석 체크/홀인원

## 코너(카카오TV)
- 출석 체크/홀인원
- (1부)클럽음악,최신가요 메들리
- (2부)트로트 메들리
- (3부)롤러장 메들리
- (4부)나이트 가요 메들리(90년대 가요)
- (5부)랜덤 리믹스 메들리
- (6부)부모님 전상서
- 랭킹 답장
- 에밀레종(연장방송)

## 방송 시간
| 방송 기간                           | 방송 시간                               | 비고                                |
| ----------------------------------- | --------------------------------------- | ----------------------------------- |
| 2004년 2월 2일 ~ 2004년 10월 17일   | 월요일 ~ 일요일 오후 2시 5분 ~ 오후 4시 | 전신 'DJ처리와 함께 두시탈출'       |
| 2004년 10월 18일 ~ 2005년 10월 30일 | 월요일 ~ 일요일 오후 4시 5분 ~ 오후 6시 | 시즌 1 : SBS 러브FM 방송 개시       |
|                                     | 토요일, 일요일 오후 2시 5분 ~ 오후 8시  |                                     |
|                                     | 토요일, 일요일 오후 2시 5분 ~ 오후 6시  |                                     |
|                                     | 토요일, 일요일 오후 4시 5분 ~ 오후 8시  |                                     |
|                                     | 토요일, 일요일 오후 6시 5분 ~ 오후 10시 |                                     |
| 2014년 11월 1일 ~ 2015년 1월 31일   | 토요일, 일요일 오후 2시 ~ 오후 8시      | 시즌 2 : 경기방송 KFM에서 방송 재개 |
| 2017년 9월 29일 ~ 2018년 6월 10일   | 금요일 ~ 일요일 오후 2시 ~ 오후 8시     | 시즌 3 : KAKAOTV로 자체 방송 개시   |
| 2018년 6월 15일 ~ 2020년 3월 22일   | 금요일 ~ 일요일 오후 4시 ~ 오후 8시     |                                     |
| 2020년 3월 23일 ~                   | 금요일 ~ 일요일 오후 6시 ~ 오후 10시    | 시즌 4 : 유튜브로 자체 방송 개시    |